# Dolichopeza (Nesopeza) cinctitarsis
Dolichopeza (Nesopeza) cinctitarsis is een tweevleugelige uit de familie langpootmuggen (Tipulidae). De soort komt voor in het Oriëntaals gebied.